# Ducat de Berg
El Ducat de Berg, fins al 1380 Comtat de Berg, fou una jurisdicció feudal del Sacre Imperi Romanogermànic a la regió de Renània. Va existir entre principis del segle XII i principis del segle XIX i la seva capital era Düsseldorf. Al segle XV formà part del cercle de Baix-Rin-Westfàlia. Les armes dels comtes i després ducs eren de plata amb lleó de gules amb cua forcada i creuada en aspa, armat, llenguat i coronat en or.

## Història
Els comtes de Berg van sorgir el 1101 com una branca inferior de la dinastia dels Ezzons, que remunta les seves arrels al Regne de Lotaríngia del segle ix, i que al segle XI es va convertir en la dinastia més poderosa de la regió del Baix Rin.
El 1160 el territori es va dividir en dues porcions, una d'elles després es va convertir en el comtat de la Mark, que va tornar a les possessions de la línia familiar al segle XVI. En 1280 els comtes van traslladar la seva cort del Castell de Burg al costat del riu Wupper, a la població de Düsseldorf. El més poderós dels primers governants de Berg, fou el comte Engelbert II de Berg, que va morir assassinat el 7 de novembre de 1225. El comte Adolf VIII de Berg va lluitar al 1288 al costat de Joan I de Brabant a la batalla de Worringen contra el Comtat de Gueldre.
El poder de Berg va créixer encara més en el segle XIV. El comtat de Jülich es va unir amb el comtat de Berg el 1348 i el 1380 l'emperador Venceslau va elevar els comtes de Berg al rang de ducs, originant així el Ducat de Jülich-Berg.
Al 1509, Joan III de Clèveris, va fer un matrimoni estratègic amb Maria de Jülich-Berg, filla del duc Guillem IV de Jülich-Berg, que es va convertir en hereva dels béns del seu pare. Jülich, Berg i el comtat de Ravensberg, sota la llei sàlica del Sacre Imperi, van passar al marit de l'hereu femení (les dones no podien tenir propietats, excepte per mitjà d'un marit o un guardià). Amb la mort del seu pare l'any 1521 els ducs de Jülich-Berg es van extingir, i els territoris va quedar sota el govern de Joan III, duc de Clèveris, juntament amb els seus territoris personals, el Comtat de la Mark i el Ducat de Clèveris en una unió personal. Com a conseqüència d'aquesta unió, els ducats dels Ducats Units de Jülich-Clèveris-Berg controlaven gran part de l'actual Rin del Nord-Westfàlia, a excepció dels estats clericals de l'Arquebisbat de Colònia i del Bisbat de Münster.
No obstant això, la nova dinastia ducal també es va extingir en 1609, quan l'últim duc va morir boig. Això va conduir a una llarga disputa sobre la successió de diversos territoris abans de la partició de 1614. el Comte del Palatinat-Neuburg, Wolfgang Guillem que s'havia convertit al catolicisme, es va annexar Jülich i Berg; mentre que la Mark i Clèveris van caure en mans de Joan Segimon de Brandenburg, que subseqüentment també es va convertir en Duc de Prússia. Després de l'extinció de la dinastia major governant del Palatinat el 1685, la línia de Neuburg va heretar l'Electorat i van fer de Düsseldorf la seva capital fins que l'Elector Palatí també va heretar l'Electorat de Baviera el 1777.
L'ocupació francesa (1794-1801) i l'annexió (1801) de Jülich (en francès: Juliers) durant les guerres revolucionàries franceses van separar els dos ducats de Jülich i Berg, i el 1803 Berg es va separar dels altres territoris bavaresos i va quedar sota govern de la línia menor dels Wittelsbachs. El 1806, durant la reorganització dels territoris alemanys després del final del Sacre Imperi Romanogermànic, Berg es va convertir en el Gran Ducat de Berg, sota el govern del cunyat de Napoleó, Joaquim Murat.
En 1809, un any després de la promoció de Murat de Gran Duc de Berg a rei de Nàpols, el nebot de Napoleó, el jove príncep Napoleó Lluís Bonaparte (1804-1831, el fill gran del germà de Napoleó, Lluís Bonaparte, rei dels Països Baixos) es va convertir en Gran Duc de Berg. La burocràcia francesa va administrar el territori en nom del nen. La curta existència del Gran Ducat va finalitzar amb la derrota de Napoleó el 1813 i els acords de pau que van prosseguir.
El 1815, després del Congrés de Viena, Berg va passar a formar part d'una província del regne de Prússia: la Província de Jülich-Clèveris-Berg. Al 1822 aquesta província es va unir amb el Gran Ducat del Baix Rin per formar la Província del Rin.

## Comtes de Berg

### Casa d'Altena
- ????-1132: Adolf I, casat amb Adelaida de Laufen
- 1132 - 1160: Adolf II, fill, casat amb Adelaida d'Arnsberg, casat en segones noces amb una filla d'Engelbert de Schwarzenberg
- 1160 - 1189: Engelbert I († 1189), fill (amb la segona esposa), casat amb Margarita de Gueldre
- 1189 - 1218: Adolf III († 1218), fill, casat amb Berta de Sayn
- 1218 - 1226: Engelbert II († 1226), germà, arquebisbe de Colònia
- 1226 - 1247: Ermengarda († 1248), filla d'Adolf III, casada el 1217 amb Enric IV († 1247), duc de Limburg

### Casa de Limburg

Armes dels comtes de Berg

- 1226 - 1247: Enric IV († 1247), duc de Limburg i de Berg, casat el 1217 amb Ermengarda de Berg († 1248)
- 1247 - 1259: Adolf IV (1220 - 1259), fill, casat el 1240 amb Margarita d'Hochstaden († 1314)
- 1259 - 1296: Adolf V († 1296), fill, casat amb Elisabet de Gueldre († 1313)
- 1296 - 1308: Guillem I († 1308), germà, casat amb Ermengarda de Clèveris († 1319)
- 1308 - 1348: Adolf VI († 1348), nebot, fill d'Enric de Berg, comte de Winteck, i d'Agnès de la Mark

casat amb Agnès de Clèveris
- 1348 - 1384: Margarita († 1384), germana, casada amb Otó († 1328) comte de Ravensberg

### Casa de Ravensberg
- 1384 - 1389: Margarita († 1389), filla, casada el 1336 amb Gerard VI († 1360) duc de Jülich

El 1380 el comtat de Berg fou erigit en ducat.

## Ducs de Berg

### Casa de Jülich
- 1389 - 1408: Guillem II (1338 - 1408), fill, casat el 1363 amb Anna de Wittelsbach (1346 - 1415)
- 1408 - 1437: Adolf VII († 1437), duc de Berg i de Jülich (Adolf I), casat amb Iolanda de Bar († 1421), casat en segones noces el 1430 amb Elisabet de Baviera
- 1437 - 1475: Gerard I († 1475), duc de Berg i de Jülich (Gerard VII), nebot, fill de Guillem de Juliers (1382 - 1428) i d'Adelaida de Tecklenburg, casat el 1444 amb Sofia de Saxònia-Lauenburg († 1473)
- 1475 - 1511: Guillem III (1455 - 1511), duc de Berg i de Jülich (Guillem VIII), fill, casat el 1472 amb Elisabet de Nassau-Saarbrücken (1459 - 1479), casat en segones noces el 1481 amb Sibilla de Brandenburg (1467 - 1524)
- 1511 - 1543: Maria (1491 - 1543), filla (amb Sibilla de Brandenburg), casada el 1510 amb Joan III (1490 - 1539), duc de Clèveris

### Segona casa de Clèveris o casa de La Mark
- 1511 - 1539: Joan III (1490 - 1539), duc de Jülich, de Berg i de Clèveris, casat el 1510 amb Maria de Jülich
- 1539 - 1592: Guillem IV (1516 - 1592), duc de Clèveris, de Jülich (Guillem IX) i de Berg, fill, casat el 1546 amb Maria d'Àustria (1531 - 1581)
- 1592 - 1609: Joan Guillem (1562 - 1609), fill, casat el 1585 amb Jacquelina de Baden (1558 - 1597), casat en segones noces el 1599 amb Antonieta de Lorena (1568 - 1610)
- 1609 - 1632: Anna (1552 - 1632), germana, casada el 1574 amb Felip Lluís (1547 - 1614), comte palatí de Neuburg

### Casa de Wittelsbach
- 1609 - 1614: Felip Lluís (1547 - 1614), comte palatí de Neuburg, casat el 1574 amb Anna (1552 - 1632)
- 1632 - 1653: Wolfgang Guillem (1578 - 1653), fill
- 1653 - 1690: Felip Guillem (1615 - 1690), duc de Neuburg el 1666, elector del Palatinat el 1685; fill
- 1690 - 1716: Joan Guillem (1658 - 1716), fill
- 1716 - 1742: Carles Felip (1661 - 1742), germà
- 1742 - 1799: Carles Teodor (1724 - 1799), comte palatí de Sulzbach, elector de Baviera el 1777; cosí
- 1799 - 1806: Maximilià Josep (1756 - 1825), duc de Zweibrucken el 1795, i rei de Baviera el 1806, cosí

## Grans-ducs de Berg i de Clèveris
El tractat de Presburg, signat el 27de desembre de 1805, va reorganitzar Alemanya i Joaquim Murat va esdevenir grand-duc de Berg i de de Clèveris.
- 1806 - 1808: Joaquim Murat (1765 - 1815), mariscal de l'Imperi, rei de Nàpols de 1808 a 1814
- 1808 - 1809: Napoleó I
- 1809 - 1815: Napoleó Lluís Bonaparte conegut també com a Lluís II d'Holanda
- 1815: incorporat a Prússia